# EPIC
ePIC of electronic Plant Information Centre is een project van de Royal Botanic Gardens in Kew. De doelstelling is om de beschikbare digitale informatie over de planten van de botanische tuin te verzamelen en het opzoeken erin te vereenvoudigen.
Via ePIC kan iedere geïnteresseerde informatie opzoeken over de taxonomie van planten, via checklists als IPNI en de Monocot Checklist, over de levende-plantencollecties en herbaria, bibliografieën, botanici, publicaties en taxonomische werken. Verder bevat de website links naar andere soortgelijke organisaties en toepassingen.
De website is opgestart in 2002 en wordt regelmatig uitgebreid. ePIC bestaat uit de website zelf, de informatie, software om de verschillende databases te doorzoeken en voor bijkomende diensten en de hardware om dat alles te ondersteunen. In een latere fase is ook voorzien om afbeeldingen en documenten toe te voegen.